# Montigné-lès-Rairies
 Montigné-lès-Rairies  es una población y comuna francesa, en la región de Países del Loira, departamento de Maine y Loira, en el distrito de Angers y cantón de Durtal.

## Demografía
| 397 | 394 | 353 | 349 | 365 | 350 |
| Para los censos de 1962 a 1999 la población legal corresponde a la población sin duplicidades (Fuente: INSEE [Consultar]) |     |     |     |     |     |